# كرسي لورد ألمونر
كرسي لورد ألمونر هو كرسي علمي للغة العربية في جامعة كمبردج.

## أساتذة كرسي لورد ألمونر
- David Wilkins - 1724
- ليونارد شابيلو - 1729
- Samuel Hallifax - 1768
- William Craven - 1770
- George Cecil Renouard - 1815
- Thomas Musgrave - 1821
- Thomas Robinson - 1837
- Theodore Preston - 1855
- إدوارد هنري بالمر - 1871 [1]
- وليم روبرتسون سميث - 1883
- كيث فولكنور - 1886 [2]
- Robert Lubbock Bensly - 1887
- أنتوني آشلي بيفان - 1893 [3]